# كتاب نوت
كتاب نوت (العنوان الأصلي: مخططات مجرى النجوم (على جسم نوت)) هي مجموعة من النصوص المصرية الفلكية القديمة والتي تتحدث عن النجوم الرئيسية وساعة الظل والقمر والشمس والكواكب.
حتى الآن لا يوجد سوى ثلاث نسخ كاملة من كتب نوت من مصر الفرعونية. وبالإضافة إلى ذلك فإن كتب نوت يكمل أجزاء منها كتب الساعات التي تم العثور عليها في المقابر المتعددة. كان اعتبار شروق الشمس كإعادة بعث أسطورية موضوعا سائدا. في علم المصريات تتم الإشارة إلى هذه الأقسام اعتمادا على انتمائها للنماذج التقليدية باسم «نصوص عائلة كتاب نوت». هذه النصوص تشمل على أقسام لم تكن معروفة من قبل مما يوفر امتدادا قيما للنصوص المصرية الدينية القديمة.
ما يُسمى كتاب نوت هي ترجمات  وتعليقات متداخلة مصرية والتي نُقشت وكُتبت على البرديات في مختلف العصور. كتاب نوت هو كتاب عن علم الفلك الديني بصورة فريدة من نوعها والتي تجسد مفاهيم مصر القديمة بالكلمات الخاصة بها. تؤكد التقاليد المستمرة لما يقرب من ثلاثة آلاف سنة والتقاليد العريقة الموجودة في تيبتينيس -وهو مكان ما زال مجهولا- على اتصال التفاصيل الأسطورية الموجودة في كتاب نوت طوال تاريخ مصر القديمة.

## تاريخ البحث وإصدارات كتب نوت

### العصر الفرعوني
انصب اهتمام علم المصريات منذ وقت مبكر جدا على الأجزاء الفلكية لما يُسمى كتب نوت. أول نسخة متاحة للبحث الحديث كان النسخة ر في مقبرة رمسيس الرابع والتي تنحصر على صورة نوت والنجوم الأساسية. تم نسخ النص لأول مرة بواسطة جان فرانسوا تشامبليون وإبوليتو روسيليني ولاحقا بواسطة هينيرك بروجش. نشر إريك هرونوج في عام 1990 كإعادة معالجة للنسخة كاملة «نسختين ملكيتين من المقابر».

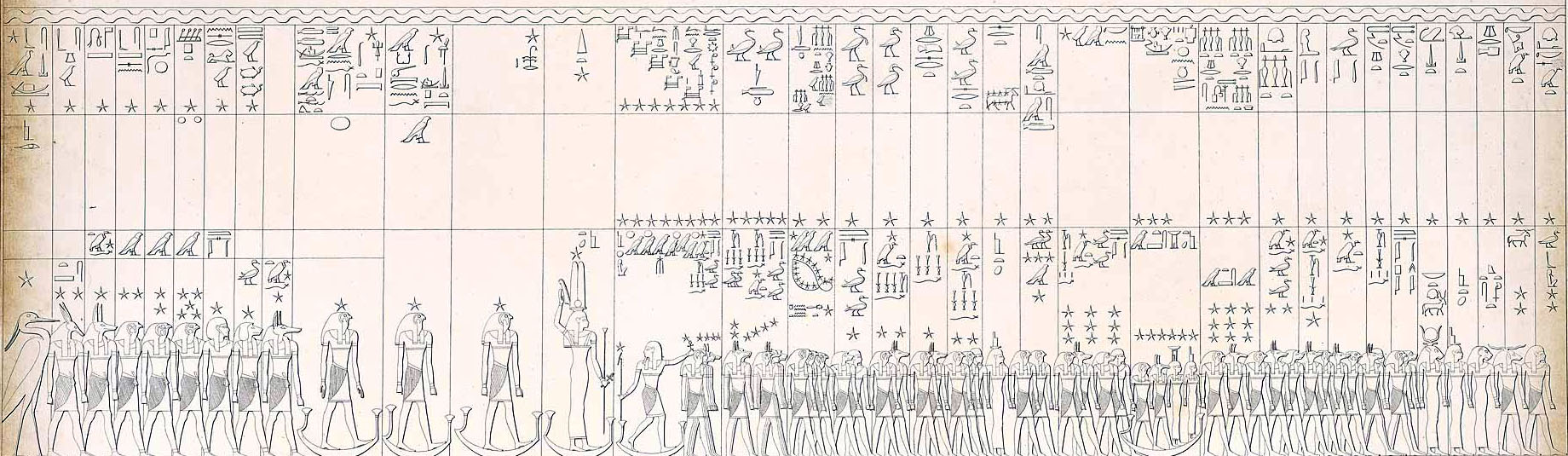
"تسلسل سيتي": تصوير للنجوم الأساسية الستة وثلاثين

في عام 1933 في أبيدوس، تم اكتشاف «كتابات سيتي» والتي أدت إلى تقدم كبير حيث أن هذه الكتابات تعتبر الكتابات الأقدم على الإطلاق. محاولات أدريان دى بوكس في ترجمة الأجزاء المشفرة من كتاب نوت أدى إلى فك تشفير أجزاء ضرورية من الكتاب. إلا أن فصل النجوم الرئيسية لم يلق الاهتمام المطلوب في البحث لأن العلاقات النصية كانت شديدة الصعوبة. بينما تم اهمال فصل القمر بصورة كاملة والذي لم يظهر في الفترة الفرعونية سوى في تسلسل سيتي. المراجعة المستخدمة في النشر في الماضي كانت معتمدة بشكل كبير على إصدار ألكساندرا فون ليفن الحديث في عام 2007 والتي اعتمدت على الإصدارات الرئيسية لأوتو نويجباور وريتشارد أنثوني باركر «نصوص مصر الفلكية».

### إصدارات تيبتينس (القرن الثاني الميلادي)
نصوص تيبتينس منتنشرة حول العالم نظرا لتعقد تاريخها في البحث والتنقيب. بالإضافة إلى ذلك، فإن عدة آلاف جزء منها ما زالت غير مصنفة في المتاحف وغير معروضة ويجب إعادة النظر فيها كل مرة. نتيجة لذلك فمن السهل التغاضي عن نصوص تيبتينس. كما أنه ما زال غير واضح ما إذا كان هناك أجزاء أخرى لم يتم اكتشافها بعد في المتاحف والمقتنيات الخاصة. 

## تاريخ منشأ كتب نوت

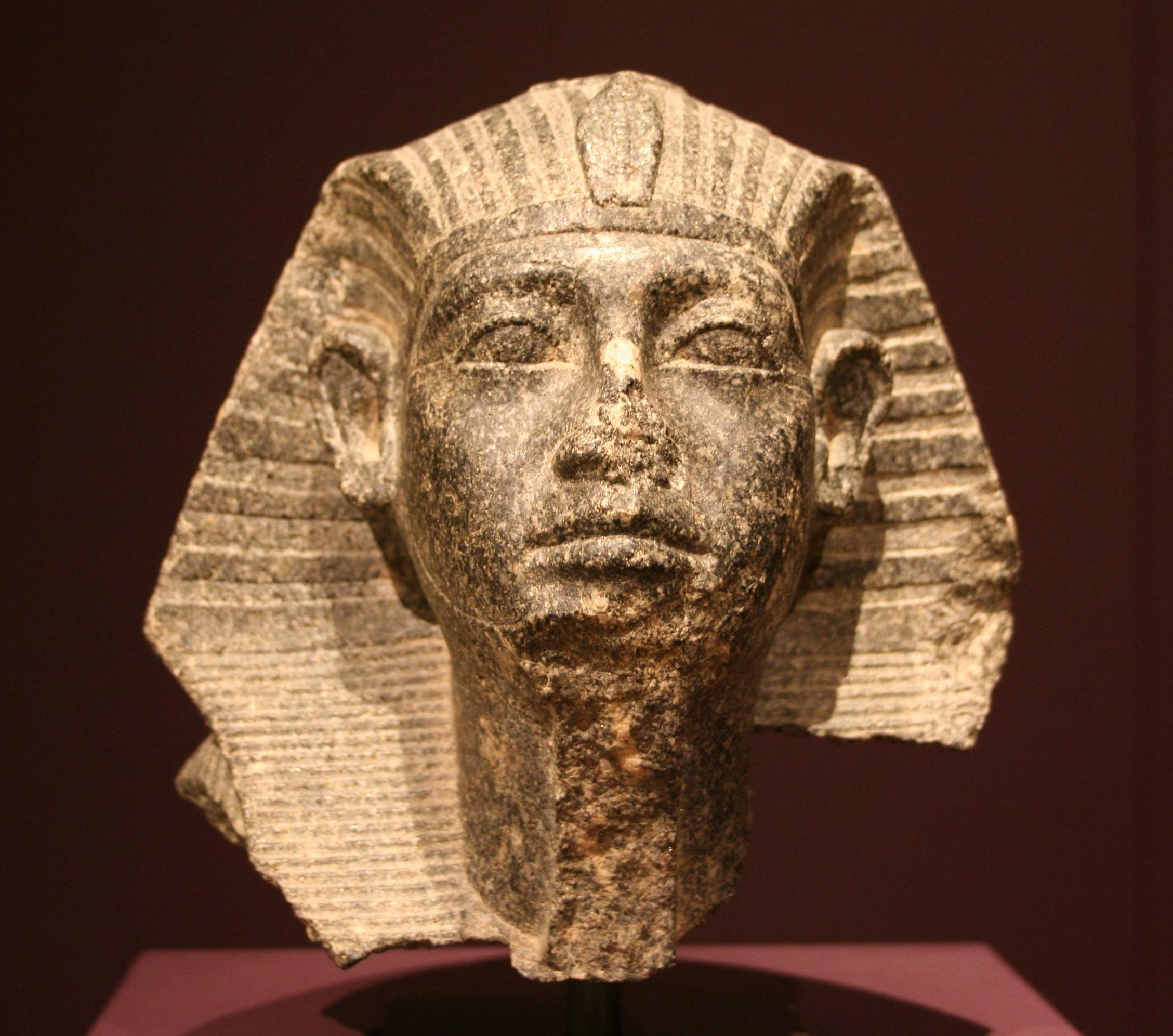
تمثيل سنوسرت الثالث في صورة رأس أبي الهول

نظر البحث القديم بالفعل في قائمتي النجوم الرئيسية في كتاب نوت. تضمنت المعلومات أرقاما للنجوم وأسماء مع إشراق سوبديت المثالي في الجزء الأول من العام. التناقضات بين قوائم النجوم الأساسية تمكننا من تحديد نقاط مختلفة من الوقت بوضوح. تظهر قائمة البيانات المعالجة في المملكة المصرية الوسطى تحت حكمسنوسرت الثالث في العام السابع من حكمه في حدود القترة من عام 1880 وإلى 1850 قبل الميلاد، والذي توافق مع الإشراق النجمي لنجم الشعرى اليمانية. هذه المعلومات يمكن التحقق من صحتها عن طريق عدة طرق يستخدمها علماء علم المصريات. إلا أن كريستيان لايتز يعتقد أن أصل كتب نوت أقدم من هذه الفترة وأن نسخته الأولى كان في عام 3324 قبل الميلاد ثم تم إضافة فصل النجوم الأساسية في عهد سنوسرت الثالث. حيث يرى أن السبب هو فترة اختفاء نجم الشعرى اليمانية من السماء لمدة سبعين يوما في وقت إضافة فصل النجوم الأساسية.

## التنظيم المكاني لكتاب نوت
تشترك كل إصدارات كتب نوت في مكانها في الجانب الغربي من الناووس من المقبرة. في الجهة المقابلة وفي الجانب الشرقي توجد شروحات كتاب الليل. هذه التنظيمات المعتادة متكررة بشكل لا يصدق. يمكن العثور على السبب داخل محتويات كتاب نوت نفسه والذي يتعامل بشكل أساسي مع غروب الشمس وسماء الليل. الاستنتاج هو شروق الشمس والذي يشغل دورا بسيطا في كتاب نوت.
هناك تصنيف واضح في نظام العرض في الكتاب. والذي يختلف بشكل كبير عن الوضع في كتب العالم السفلي حيث لا يوجد تحديد لاتجاه معين. هذا يتناسب مع الحالة في طرق الكتابة في الكتب والذي يؤكد على وجود برنامج لزخرفة كتاب نوت على عكس كتب العالم السفلي. اختلاف الإحداثيات بين العنصرين يؤكد على اختلاف الفترة الزمنية لكل منهما.

## محتوى الكتاب

### نظام نوت

#### السطور من أ إلى 15

تصوير للإلهة نيفتس

#### شرح السطور من أ إلى 15
يعتبر ذكر نفتيس على أنها السماء الشمالية غريب في البداية. حيث أن هذه المنطقة السماوية لها علاقة بالناووس. وعلى ما يبدو فالأمر هنا تأويل وليس شرح. الأساس هو عنصر وجود إلهتين سماويتين والذي يمكن رؤيته أيضا في معبد فيلة وكوم إمبو. اللوح الأمامي والذي كان من المتوقع وجوده في الغرب يظهر هنا أيضا في اتجاه الشمال. الخلفية هو تصوير لنجوم السماء حيث يظهر الجزء الجنوبي خلف «أم رع» ويظهر الجزء الشمالي أمامها. التوزيع المكاني يتبع نظام السماء المعروف حيث يتم اعتبار الغرب والشمال كمكان الشمس الغائبة.
طبقا للأساطير فإن السماء الشمالية تعتبر هي منشأ رع حيث يشغل كل من نيفتيس وإيزيس دورا ثنائيا كممرضة وأم حيث يندمجان في دور واحد. بالإضافة إلى ذلك فهناك ربط واضح بأسطورة أوزيريس حيث تقوم كل من نيفثس وإيزيس معا بتريبة حورس كأم وممرضة.
الصقر هو صورة رع والذي قبله قبل فترة قصيرة من إشراقه. مما يضع رع في دور حورس في الأفق. حقيقة ذكر رع على أنه حورس توضح ذكر أوزيريس فيما بعد على أنه والده. ولذا نرى أنه لم يتم ذكر رع حرفيا في أول 15 سطر بل ظهر فقط في صورة «هذا الإله» أو «الإله المعظم».
ذكر نخبت هنا يشير إلى أسطورة «عودة الإلهة». حيث تأخذ نخبت أدوار حتحور وتيفنت. هذه السمة تبدو غير معتادة على الإطلاق. إلا أنه وباعتبار مكانة نخبت البارزة على أنها «الإلهة المتوجة» في مصر العليا، يمكن الربط بينها وبين عين الشمس تلقائيا. تقليديا يمكن اعتبار عين الشمس على أنها الشمس ذاتها ومن هنا كونها جزء من رع. إلا أن دراسات حديثة أظهرت أن سوبديت تعتبر عين الشمس. ذكر نخبت في كتاب نوت يظهر التمثل في الديانة المصرية والذي ينتشر في نصوص الدولة الوسطى كما يؤكد على أن كل الآلهة المؤنثة يمكن تمثلها وظهورها في صورة عين الشمس.

تصوير لأوزيريس

### النجوم الأساسية
يشغل إله الشمس رع جزئا طرفيا فقط في فصل النجوم الأساسية في حين أن جيب وشو ونوت هم الممثلين الأساسيين. الأداء المعزز للإله جيب يؤكد على الاعتقاد في كتابات مختلفة أن صورة نوت وكتاب نوت لا ينتمون إلى بعضهما البعض.

#### شرح السطور من 85 إلى 103
عادة ما تعتبر أم رع بأنها بقرة أيقونيا. حيث أنه عادة ما ينزل العجل من بطن أمه مغلفا بالكيس الأمنيوني حتى بعد الميلاد ثم يخرج منه على الأرض. هذه الصورة توضح فكرة أم إله الشمس حيث أن ابنها رع يظهر عند الأفق فقط بعدما يهبط من ناووس والدته فوق سطح الأرض. منطقة الميلاد العليا تتمثل في ذراعي والده أوزيريس والذي كان يعتبر أيضا مياه النيل. حيث كان يعتبر أن مياه النيل نشأت من قدمه في هذا السياق. لاحقا في الإمبراطورية الرومانية ظهر تصوير البقرة كأم للإله وأوزيريس بكونه مياه النيل.